# Untitled Film Still 21
Untitled Film Still #21 (título correto), conhecida também como The City Girl, é uma fotografia em preto e branco tirada por Cindy Sherman em 1978. Faz parte de sua série fotográfica Untitled Film Stills, tirada de 1977 a 1980. Esta foto foi vendida em leilão por US$ 871.500 em 2017, porque nesta foto Sherman está posando como uma "mulher trabalhadora" inspirada em Hitchcock nas ruas de uma grande cidade.